# 2 mars 1972
Le jeudi 2 mars 1972 est le 62e jour de l'année 1972.

## Naissances
- Aafia Siddiqui, membre d'Al-Qaïda pakistanaise
- Frédéric Leloir, joueur de rugby
- Kim Do-keun, joueur de football sud-coréen
- Laurent Bavay, égyptologue belge
- Laurent Dufresne, footballeur français
- Madeleine Lindberg, cycliste suédoise
- Mauricio Pochettino, footballeur et entraîneur argentin
- Michael Buskermolen, footballeur néerlandais
- Michelle Bonilla, actrice américaine
- Monique Schwitter, écrivain et actrice suisse
- Natalia Yakushenko, lugeuse ukrainienne
- Oh Kyo-moon, archer sud-coréen
- Réka Albert, scientifique hongroise
- Richard Ruccolo, acteur américain
- Sérgio Manoel, joueur de football brésilien
- Scott Steckly, pilote automobile de stock-car
- Vasyl Polyakov, homme d'affaires ukrainien
- Vladimir Duma, cycliste ukrainien
- Xavier O'Callaghan, handballeur espagnol
- Xiu Xiu, groupe de musique américain

## Décès
- Billy Wallace (né le 2 août 1878), joueur de rugby
- Clifford Coffin (né le 18 juin 1913), photographe américain
- Erna Sack (née le 6 février 1897), artiste lyrique
- Herbert Feis (né le 7 juin 1893), historien américain
- Kiyokata Kaburagi (né le 31 août 1878), artiste japonais
- Léo-Ernest Ouimet (né le 16 mars 1877), réalisateur canadien
- Raymond Faure (né le 31 mai 1915), acteur français
- Renaat Van Bulck (né le 12 octobre 1908), personnalité politique belge
- Robert Meyn (né le 16 janvier 1894), acteur allemand
- Walter Byron (né le 11 juin 1899), acteur américain

## Événements
- Jean-Bedel Bokassa se proclame président à vie de la République centrafricaine.
- Michael Manley devient premier ministre de la Jamaïque (fin en 1980).